# Boussès
Boussès is een gemeente in het Franse departement Lot-et-Garonne (regio Nouvelle-Aquitaine) en telt 42 inwoners (2009). De plaats maakt deel uit van het arrondissement Nérac.

## Geografie
De oppervlakte van Boussès bedraagt 46,0 km², de bevolkingsdichtheid is dus 0,9 inwoners per km².
De onderstaande kaart toont de ligging van Boussès met de belangrijkste infrastructuur en aangrenzende gemeenten.

## Demografie
Onderstaande figuur toont het verloop van het inwonertal (bron: INSEE-tellingen).